# Жидув (Малопольское воеводство)
Жи́дув (пол. Żydów) — село в Польше в сельской гмине Иголомя-Вавженьчице Краковского повета Малопольского воеводства.

## География
Село располагается в 5 км от административного центра гмины Вавженьчице и в 25 км от административного центра воеводства города Краков.
В 1975—1998 годах село входило в состав Краковского воеводства.

## Население
По состоянию на 2013 год в селе проживало 191 человек.
| 2010 | 2013 |
| ---- | ---- |
| 188  | 191  |

| Перепись  | Всего   | Всего | Женщины | Женщины | Мужчины | Мужчины |
| --------- | ------- | ----- | ------- | ------- | ------- | ------- |
| Единицы   | человек | %     | человек | %       | человек | %       |
| Население | 191     | 100   | 90      |         | 101     |         |